# Some Kind of Monster (EP)
Some Kind of Monster – minialbum wydany 13 lipca 2004 roku przez zespół Metallica. Został wydany kilka dni po oficjalnej premierze filmu dokumentalnego Some Kind of Monster w kinach. W sprzedaży dostępne są wydania, w których zawarty jest zwiastun tego filmu, specjalne wydania, w których zawarta jest koszulka z motywem okładki oraz wydania, które zawierają same utwory. Wszystkie utwory wykonywane tutaj na żywo pochodzą z poprzedniego singla/minialbumu Metalliki, "The Unnamed Feeling."

## Lista utworów
1. "Some Kind of Monster" (Hetfield, Ulrich, Hammett, Rock) - 8:27
2. "The Four Horsemen" [Live] (Hetfield, Ulrich, Mustaine) - 5:22
3. "Damage, Inc." [Live] (Hetfield, Ulrich, Burton, Hammett) - 5:01
4. "Leper Messiah" [Live] (Hetfield, Ulrich) - 5:57
5. "Motorbreath" [Live] (Hetfield) - 3:21
6. "Ride the Lightning" [Live] (Hetfield, Ulrich, Burton, Mustaine) - 6:42
7. "Hit the Lights" [Live] (Hetfield, Ulrich) - 4:14
8. "Some Kind of Monster" [Edit] (Hetfield, Ulrich, Hammett, Rock) - 4:16

## Twórcy

### Wykonawcy
- James Hetfield - śpiew, gitara rytmiczna
- Lars Ulrich - perkusja
- Kirk Hammett - gitara prowadząca
- Robert Trujillo - gitara basowa
- Bob Rock - gitara basowa w utworze "Some Kind of Monster"

### Produkcja
- Producenci (1 i 8): Bob Rock, Metallica
- Nagrywanie i miksowanie: Bob Rock (1 i 8), Mike Gillies (2-7)
- Asystenci (1 i 8): Mike Gillies, Eric Helmkamp
- Remiksowanie (8): Randy Staub, Bob Rock
- Inżynier dźwięku (1 i 8): Mike Gillies
- Mastering: Vlado Meller (1), George Marino (2-7), Ted Jensen (8)
  - W nawiasach podane są numery piosenek, przy których produkcji miały udział poszczególne osoby.
- Ilustracje: Matt Mahurin
- Projekt: Kathleen Philpott